# ريتشموند (يوركس) (دائرة انتخابية في المملكة المتحدة)
ريتشموند (يوركس) (بالإنجليزية: Richmond (Yorks))‏ هي إحدى الدوائر الانتخابية في المملكة المتحدة الممثلة في مجلس العموم في برلمان المملكة المتحدة.
عضو البرلمان الذي يمثلها حالياً هو :Rt Hon William Hague (Con).